# حكومة مهدي جمعة
حكومة مهدي جمعة هي حكومة تونسية يترأسها مهدي جمعة, عينت في 26 يناير 2014 وتم المصادقة عليها في 28 يناير 2014 ثم بدأت بمهامها رسميا في 29 يناير 2014 بعد أدائها اليمين الدستورية أمام رئيس الجمهورية التونسية المنصف المرزوقي.

خلفت هذه الحكومة، حكومة علي العريض والذي قادها طبعا علي العريض والذي قدم استقالته وحكومته في إطار تطبيق خارطة الطريق التي كانت نتيجة للحوار الوطني بين جميع الأطراف السياسية التونسية.

تعتبر هذه الحكومة هي حكومة تكنوقراط بالكامل إذ أن كل أعضائها من ذوي الكفاءات بجانب إلى أنهم مستقلين.

## تشكيلة الحكومة

### الوزراء
| الصورة | الحقيبة الوزارية                                                | الاسم              |  | الحزب  |
| ------ | --------------------------------------------------------------- | ------------------ |  | ------ |
|        | رئيس الحكومة                                                    | مهدي جمعة          |  | مستقل  |
|        | وزير الدفاع الوطني                                              | غازي الجريبي       |  | مستقل  |
|        | وزير الداخلية                                                   | لطفي بن جدو        |  | مستقل  |
|        | وزير الخارجية                                                   | منجي حامدي         |  | مستقل  |
|        | وزير العدل وحقوق الإنسان والعدالة الإنتقالية.                   | حافظ بن صالح       |  | مستقل  |
|        | وزير الشؤون الدينية                                             | منير التليلي       |  | مستقل  |
|        | وزير الإقتصاد والمالية                                          | حكيم بن حمودة      |  | مستقل  |
|        | وزير الصناعة والطاقة والمناجم                                   | كمال بالناصر       |  | مستقل  |
|        | وزيرة التجارة والصناعات التقليدية                               | نجلاء حروش         |  | مستقلة |
|        | وزيرة السياحة                                                   | أمال كربول         |  | مستقلة |
|        | وزير الشؤون الإجتماعية                                          | أحمد عمار الينباعي |  | مستقل  |
|        | وزير التربية                                                    | فتحي الجراي        |  | مستقل  |
|        | وزير الصحة                                                      | محمد صالح بن عمار  |  | مستقل  |
|        | وزير التشغيل والتكوين المهني                                    | حافظ العموري       |  | مستقل  |
|        | وزير النقل                                                      | شهاب بن أحمد       |  | مستقل  |
|        | وزير التجهيز والتهيئة الترابية والتنمية المستديمة               | الهادي بالعربي     |  | مستقل  |
|        | وزير الشباب والرياضة والمرأة والأسرة                            | صابر بوعطي         |  | مستقل  |
|        | وزير الثقافة                                                    | مراد الصقلي        |  | مستقل  |
|        | وزير التعليم العالي والبحث العلمي وتكنولوجيا المعلومات والاتصال | توفيق الجلاصي      |  | مستقل  |
|        | وزير الفلاحة                                                    | لسعد لشعل          |  | مستقل  |

### الوزراء المعتمدون
| الصورة | الحقيبة الوزارية                                            | معتمد لدى     | الاسم        |  | الحزب |
| ------ | ----------------------------------------------------------- | ------------- | ------------ |  | ----- |
|        | وزير لدى رئيس الحكومة مكلف بتنسيق ومتابعة الشؤون الإقتصادية | رئيس الحكومة  | نضال الورفلي |  | مستقل |
|        | وزير معتمد لدى وزير الداخلية مكلف بالأمن                    | وزير الداخلية | رضا صفر      |  | مستقل |

### كتاب الدولة
| الصورة | الحقيبة الوزارية                                             | معتمد لدى                                         | الاسم               |  | الحزب |
| ------ | ------------------------------------------------------------ | ------------------------------------------------- | ------------------- |  | ----- |
|        | كاتب الدولة لدى رئيس الحكومة مكلف بالحوكمة والوظيفة العمومية | رئيس الحكومة                                      | أنور بن خليفة       |  | مستقل |
|        | كاتب الدولة للشؤون الجهوية والمحلية                          | وزير الداخلية                                     | عبد الرزاق بن خليفة |  | مستقل |
|        | كاتب الدولة للشؤون الخارجية                                  | وزير الخارجية                                     | فيصل قويعة          |  | مستقل |
|        | كاتبة الدولة للمرأة والأسرة                                  | وزير الشباب والرياضة والمرأة والأسرة              | نايلة شعبان         |  | مستقل |
|        | كاتب الدولة للتنمية والتعاون الدولي                          | وزير الإقتصاد والمالية                            | نورالدين زكري       |  | مستقل |
|        | كاتب الدولة لأملاك الدولة                                    | وزير الإقتصاد والمالية                            | محمد كريم الجموسي   |  | مستقل |
|        | كاتب الدولة للبيئة والتنمية المستديمة                        | وزير التجهيز والتهيئة الترابية والتنمية المستديمة | منير مجدوب          |  | مستقل |

## التمثيل النسائي
يوجد ثلاثة نساء في هذه الحكومة من جملة 29 عضو وهم:
- نجلاء حروش: وزيرة التجارة والصناعات التقليدية.
- أمال كربول: وزيرة السياحة.
- نايلة شعبان: كاتبة الدولة للمرأة والأسرة.